# John Anderberg
John Edvard Anderberg, född 25 februari 1923 i Asmundtorps socken, död 8 april 2012 i Landskrona, var en svensk fotbollsspelare. 
Han var kusin till Gunnar Anderberg (svensk mästare i fotboll 1941) och Olle Anderberg (brottare med bland annat VM-guld).

## Karriär
Anderbergs moderklubb var Vallåkra IF från hemorten Vallåkra. Som 15-åring 1938 gick han över till Hälsingborgs IF. Anderberg gjorde sin allsvenska debutmatch den 25 augusti 1940 mot IK Sleipner, en match där han gjorde fyra mål. Under säsongen var Anderberg med om att vinna både SM-guld och Svenska cupen.
Året efter flyttade John Anderberg till Stockholm och spel i AIK, där hans fader hade nära kontakter med en ledare. Han debuterade den 31 augusti 1941 mot IF Elfsborg, en match AIK förlorade med 1–0. Det första allsvenska målet i AIK gjorde Anderberg den 7 september 1941 i en 4–2-vinst över Gårda BK. Han spelade totalt 14 allsvenska matcher i AIK men trivdes inte i huvudstaden och kallade flytten "Det dummaste jag gjort i mitt liv".
Efter endast en säsong i AIK flyttade Anderberg hem till Skåne, där han först gick handelsgymnasium i Hälsingborg och sedan flyttade till Köpenhamn för att gå på dess Handelshögskola. Detta gjorde att han höll upp med fotbollsspelandet i två år. 1944 återvände han till fotbollsplanen för spel i allsvenska Landskrona BoIS. Det blev nästan tio år i Landskrona och Anderberg spelade bland annat cupfinal mot AIK 1949 (en match Landskrona förlorade med 1–0).